# Луньевка (посёлок)
Луньевка — посёлок (в 1928—2004 гг. — посёлок городского типа) в Пермском крае России. Входит в Александровский муниципальный округ.

## История
Посёлок возник в 1853 году в связи с разработкой месторождения каменного угля. В 1879 году к Луньевским копям была подведена ветка Горнозаводской железной дороги. В начале XX века Луньевка была крупным центром горной промышленности. В 1928 Луньевка получила статус посёлка городского типа. В 1940 году вступила в строй крупная шахта «Луньевка», а в 1947 году — пивоваренный завод и карьер строительного щебня. В связи с истощением запасов угля посёлок начал деградировать. В 1951 году закрылась шахта, в 1986 — пивзавод. В 2004 году Луньевка утратила статус посёлка городского типа и стала сельским населённым пунктом. С 2004 до 2019 гг. входил в  Александровское городское поселение Александровского муниципального района.

## Население
| 1959 | 1970  | 1979  | 1989 | 2002 | 2010 |
| ---- | ----- | ----- | ---- | ---- | ---- |
| 2860 | ↘1250 | ↘1004 | ↘591 | ↘363 | ↘211 |

## Инфраструктура
В Луньевке имеются детский сад, дом культуры и библиотека.